# Proces pokojowy w konflikcie izraelsko-egipskim
Proces pokojowy w konflikcie izraelsko-egipskim rozpoczął się po zakończeniu wojny Jom Kipur w 1973 roku i doprowadził do zawarcia traktatu pokojowego pomiędzy Izraelem a Egiptem, kończąc trwającą od 1948 wojnę. Konflikt izraelsko-egipski stanowił część konfliktu izraelsko-arabskiego.

## Początek kontaktów
Wojna Jom Kipur zakończyła się 25 października 1973, gdy egipski prezydent Anwar as-Sadat pod naciskiem Związku Radzieckiego zgodził się na ogłoszenie zawieszenia broni z Izraelem.
28 października 1973 przy międzynarodowej mediacji odbyły się rozmowy izraelskiego gen. Aharona Jariva z egipskim gen. Muhammadem Abd al-Ghanim al-Dżamasim. Izrael wyraził zgodę na dostarczenie przez Czerwony Krzyż pomocy humanitarnej dla otoczonych na Półwyspie Synaj egipskich żołnierzy. Następnie 11 listopada 1973 izraelscy i egipscy dowódcy wojskowi podpisali porozumienie na 101 km szosy Kair-Suez (w Egipcie). Na mocy zawartego porozumienia rozpoczęto wycofywanie wojsk izraelskich z zachodniego brzegu Kanału Sueskiego na Półwysep Synaj. 15 listopada dzięki amerykańskiej mediacji nastąpiła wymiana jeńców wojennych.
Do 5 marca 1974 ostatnie oddziały izraelskie wycofały się z zachodniej części Kanału Sueskiego. Izraelczycy zajęli pozycje w odległości 40 km od Kanału, aby umożliwić swobodną żeglugę. Strefa Kanału została przejęta przez Egipcjan. Na Wzgórzach Golan Izraelczycy wycofali się na „Purpurową Linię”. Na obu granicach utworzono strefy buforowe, obsadzone przez międzynarodowe siły UNDOF i UNEF.
Odzyskanie strefy Kanału Sueskiego przez Egipcjan umożliwiło ponowne otwarcie go dla żeglugi. Nastąpiło to 5 czerwca 1975. Kanał był zablokowany od czasu wojny sześciodniowej (1967 r.).

## Konferencja pokojowa w Genewie
21 grudnia 1973 rozpoczęła się konferencja pokojowa w Genewie. W obradach uczestniczyli przedstawiciele Izraela, Egiptu, Jordanii, Związku Radzieckiego, Stanów Zjednoczonych i ONZ. Delegacja Egiptu reprezentowała interesy Organizacji Wyzwolenia Palestyny, na co nalegała Syria, Jordania i Związek Radziecki. Izrael i Stany Zjednoczone sprzeciwiły się formalnemu uznaniu obecności Organizacji Wyzwolenia Palestyny w konferencji, ponieważ OWP nie uznawała prawa do istnienia państwa Izrael. Z tego powodu Syria nie wysłała swojej delegacji na konferencję.
Po raz pierwszy na tak ważnej konferencji omawiano problem palestyński, jednak najważniejszym problemem było rozwiązanie kluczowych problemów po zakończonej niedawno wojnie Jom Kipur. Egipt, pragnąc osiągnąć porozumienie w sprawie odzyskania Półwyspu Synaj, po raz pierwszy odciął się arabskiego nacjonalizmu. Było to przełomowe wydarzenie, które otworzyło drogę do rozpoczęcia procesu pokojowego w stosunkach pomiędzy Izraelem a Egiptem.
Rezultatem konferencji w Genewie było zawarte 18 stycznia 1974 ostateczne porozumienie izraelsko-egipskie o wycofaniu wojsk izraelskich z zachodniego brzegu Kanału Sueskiego na Synaju. Ustalono przebieg linii demarkacyjnej na Synaju. 25 lutego 1974 ostatni izraelski żołnierz opuścił zachodni brzeg Kanału Sueskiego.

## Kryzys gospodarczy w Egipcie
W 1975 roku Egipt zaczął pogrążać się w kryzysie gospodarczym wywołanym wysokimi kosztami wojny Jom Kipur. Wydatki na zbrojenia pochłaniały jedną piątą dochodu narodowego, rosła inflacja, a Związek Radziecki zażądał zwrócenia długu w wysokości 7 mld USD. Pogarszająca się sytuacja zmusiła rząd egipski do poszukiwania nowych rozwiązań, co wykorzystała amerykańska dyplomacja, przeciągając stopniowo Egipt w swoją sferę wpływów.
1 września 1975 doszło do zawarcia izraelsko-egipskiego porozumienia w sprawie półwyspu Synaj. Na jego mocy Izrael przeprowadził częściowe wycofanie swoich wojsk na odległość 70 km na wschód od Kanału Sueskiego. Umożliwiło to odbudowanie infrastruktury i wznowienie żeglugi na Kanale, a tym samym przyniosło wpływy do budżetu Egiptu. Równie duże znaczenie dla egipskiej gospodarki miało wycofanie się izraelskich wojsk z roponośnych obszarów we wschodniej części Półwyspu Synaj, umożliwiając wznowienie dostaw własnej ropy naftowej do rafinerii w Egipcie. W zamian Egipt obiecał złagodzić bojkot ekonomiczny oraz umożliwić żeglugę po Kanale Sueskim statkom handlowym wiozącym towary do lub z Izraela. Równocześnie Stany Zjednoczone przyznały Izraelowi pomoc w wysokości 2-3 mld USD rocznie. Była to rekompensata za straty poniesione przez Izrael w wyniku oddania Egiptowi obszarów roponośnych na Synaju.
W okresie od 15 listopada 1975 do 26 lutego 1976 izraelskie wojska w czternastu etapach przeprowadziły pierwszą fazę wycofywania się z Półwyspu Synaj.

## Proces pokojowy
W 1977 prezydent Stanów Zjednoczonych Jimmy Carter rozpoczął starania o uruchomienie bliskowschodniego procesu pokojowego. W tym celu przeprowadził serię rozmów z egipskim prezydentem Anwarem as-Sadatem, jordańskim królem Husajnem, syryjskim prezydentem Hafizem al-Asadem i izraelskim premierem Icchakiem Rabinem. Wynikiem tych rozmów było ogłoszenie 10 listopada 1977 przez egipskiego prezydenta Anwar as-Sadata gotowości do rozpoczęcia negocjacji pokojowych z Izraelem.
W dniach 19-21 listopada 1977 egipski prezydent jako pierwszy arabski przywódca przebywał z oficjalną wizytą dyplomatyczną w Izraelu. Doszło do przełomowego spotkania z premierem Beginem w Jerozolimie, a 19 listopada Sadat w przemówieniu w Knesecie wezwał Izrael do całkowitego wycofania swoich wojsk z terenów okupowanych i podjęcia negocjacji z wszystkim sąsiadami jednocześnie. W zamian Egipt proponował Izraelowi bezpieczeństwo i pokój.
26 listopada 1977 prezydent Anwar as-Sadat, kontynuując proces pokojowy, zaprosił wszystkie strony konfliktu bliskowschodniego na konferencję pokojową do Kairu. Izrael z zadowoleniem przyjął zaproszenie, jednakże Syria, Organizacja Wyzwolenia Palestyny oraz Związek Radziecki odrzuciły je. Równocześnie większość państw arabskich zamroziła swoje stosunki dyplomatyczne z Egiptem, a Syria dodatkowo wydała zezwolenie oddziałom OWP w południowym Libanie swobodnego atakowania terytorium Izraela.
25 grudnia 1977 izraelski premier Menachem Begin przyjechał z oficjalną wizytą dyplomatyczną do Egiptu. Rozpoczęto oficjalne pokojowe negocjacje pomiędzy Izraelem a Egiptem.

## Camp David

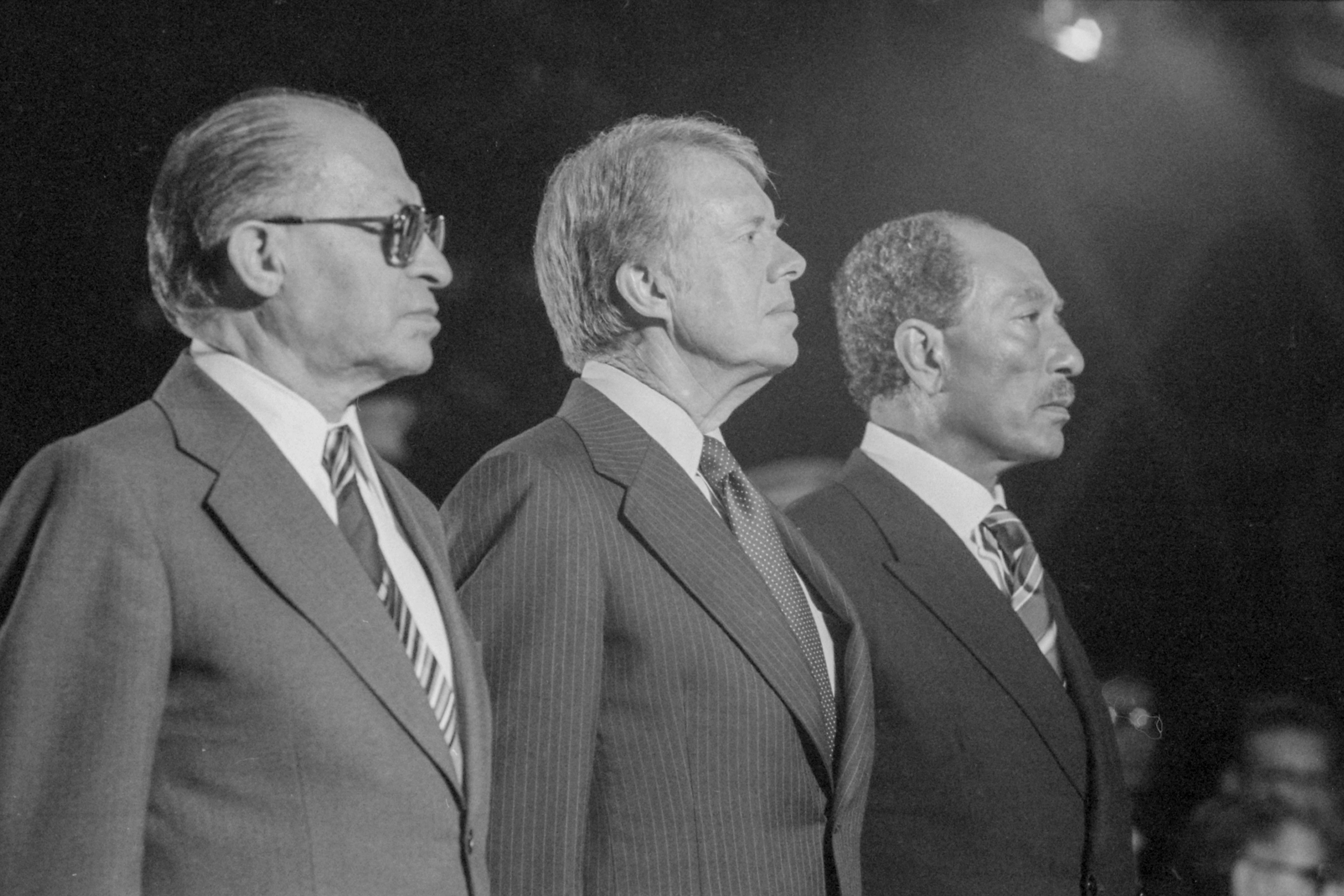
Podpisanie Porozumienia Camp David: Menachem Begin, Jimmy Carter i Anwar as-Sadat.

W dniach od 5 do 18 września 1978 roku odbyła się trójstronna konferencja pokojowa izraelsko-egipsko-amerykańska w Camp David. 18 września podpisano dwa izraelsko-egipskie porozumienia, które tworzyły podstawę dla przyszłych negocjacji w sprawie trwałego pokoju pomiędzy oboma państwami.  Izrael zgodził się wycofać w ciągu 3 lat wszystkie swoje wojska z Półwyspu Synaj, w zamian Egipt zgadzał się na nawiązanie normalnych stosunków dyplomatycznych z Izraelem, uznając tym samym prawo do istnienia państwa Izrael. Egipt gwarantował również swobodną żeglugę izraelskich statków przez Kanał Sueski i inne drogi wodne, takie jak Cieśniny Tirańskie.

## Traktat pokojowy
26 marca 1979 roku podpisano traktat pokojowy pomiędzy Izraelem a Egiptem. 27 maja otwarto granicę egipsko-izraelską, a 30 kwietnia pierwszy izraelski frachtowiec swobodnie przepłynął przez Kanał Sueski. 18 lutego 1980 roku nastąpiło otwarcie ambasady Izraela w Kairze.